# Tom Marsters
Tom John Marsters (ur. 4 sierpnia 1945 roku na wyspie Palmerston) – polityk Wysp Cooka. 
Przedstawiciel króla od 27 lipca 2013 roku.